# Dolichurus pigmaeus
Dolichurus pigmaeus är en  stekelart som beskrevs av Kazuhiko Tsuneki 1976. Dolichurus pigmaeus ingår i släktet Dolichurus och familjen Ampulicidae. Inga underarter finns listade i Catalogue of Life.